# История пассажирских паровозов в России

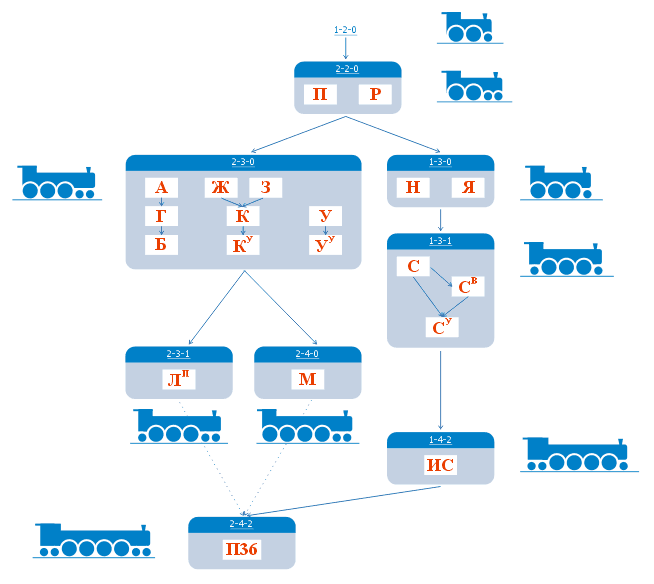
Схема развития пассажирских паровозов в России

Уже в 1880-е годы XIX века начало ощущаться отсутствие пассажирских паровозов, отвечающих всем потребностям, особенно по силе тяги. Выходить из положения приходилось, цепляя к составу два паровоза.
Но частое использование двойной тяги или, как тогда говорили, «двойной траксы», экономически невыгодно хотя бы потому, что один поезд обслуживают две локомотивные бригады, также невыгодно это и чисто технически. Классический пример — знаменитое крушение царского поезда в 1888 году, одной из причин которого была двойная тяга, причём различными паровозами — пассажирским и товарным.
В XIX веке основным типом пассажирских паровозов в России последовательно были 1-2-0 и 2-2-0. К последним относятся, например, распространённые паровозы серии П различных модификаций, которые с составами весом до 300 т на горизонтальных участках развивали скорость до 70 км/ч, или серии Д, скорость которых доходила до 90 км/ч. Но к концу XIX века они уже не удовлетворяли потребности отдельных линий, особенно Николаевской железной дороги. Прямолинейность этой дороги была благоприятным условием для высоких скоростей. По этой дороге часто курсировали императорские поезда, салон-вагоны чиновников и другие специальные поезда. Здесь уже требовался паровоз, способный везти одиночной тягой поезд весом 400 тонн со скоростью 80 км/ч.
Для выполнения этих требований в 1890-е годы известный в те годы инженер и учёный, а также крупный железнодорожный администратор, профессор Н. Л. Щукин создаёт паровоз по необычной тогда осевой формуле 1-3-0. Паровоз имел двухцилиндровую машину двойного расширения пара («компаунд»), которые тогда широко применялись, хотя и имели существенный недостаток — при трогании с места машина могла попасть в мёртвую точку, что делало движение невозможным. Для решения этой проблемы применялись дополнительные устройства для перепускания пара между цилиндрами. Другим недостатком было торможение паровоза машиной при «беспарной» езде (по инерции), что требовало постоянно поддерживать тягу и, соответственно, вело к перерасходу топлива.
Паровоз Щукина получил серию Н (по Николаевской железной дороге) и был с 1892 по 1914 выпущен в количестве около 1 000 штук, став одним из самых массовых пассажирских паровозов в России. За время выпуска паровозы серии Н прошли 14 модификаций, самой распространённой из которых была НВ.
С 1896 года Невский судостроительный и механический завод приступил к выпуску ещё одного паровоза типа 1-3-0 для пригородного пассажирского сообщения, получившего серию Я. Так как пригородное сообщение характеризуется частыми остановками, паровозы серии Я строились с простой машиной, а не компаундом, для которой такой режим работы крайне невыгоден из-за вышеуказанных недостатков.
Одновременно с разработкой паровозов осевой формулы 1-3-0 были созданы паровозы типа 2-3-0 — «Десятиколёсники». Двухосная поддерживающая тележка, вращающаяся вокруг вертикальной оси, лучше вписывает паровоз в кривую и позволяет снизить нагрузку на ось, что было очень существенно для российских железных дорог, имевших лёгкие рельсы. При большой скорости двухосная бегунковая тележка повышает устойчивость и безопасность движения.
Первыми паровозами, построенными по этой схеме, была паровозы серий А и Ж. Как и серия Н, они имели двухцилиндровые машины компаунд, но были несколько слабее. С 1890 по 1909 годы было построено около 500 паровозов этих серий. В дальнейшем, усовершенствование серии А дало серю Г, более мощную и быструю.
На основе серии Ж в 1907 году на Коломенском машиностроительном заводе был создан мощный пассажирский паровоз серии К. В нём впервые котёл был поднят над большую высоту над рельсами, а топка вынесена за пределы рамы. Также в нём было применено самое революционное техническое решение того времени — пароперегреватель — устройство, заметно повышающее КПД паровоза, которое впервые было использовано в 1901 году на паровозах серии З.
В 1909—1911 годах завод также построил небольшое количество паровозов типа 1-4-0 серии И, имевшие при таком большом количестве осей колёса небольшого диаметра (1500 мм) и развивавшие скорость до 80 км/ч.
К этому времени обозначилась новая проблема — высококачественный уголь был всё дороже, а переход к другому топливу — дровам и низкокалорийным углям — требовал существенного увеличения площади колосниковой решётки. В паровозах начала XX века она была равна 2,2—2,8 м² и по ширине была ограничена расстоянием внутри рамы, а по длине — возможностью ручного забрасывания топлива.
Решение этой проблемы было в вынесении топки назад за пределы движущих колёс, что вызывало необходимость во введении поддерживающей оси. В Западной Европе такое решение было применено в паровозах типа 2-3-1, однако в России такие паровозы не помещались на поворотные круги, и их эксплуатация была затруднена. Поэтому в России, а затем и в СССР самыми массовыми стали пассажирские паровозы осевой формулы 1-3-1 «Прери» серий С и СУ, которых в общей сложности было построено более 3 000 шт.

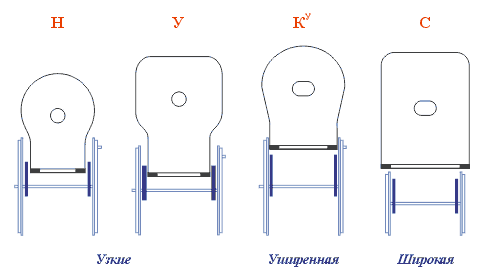
Варианты топок пассажирских паровозов начала XX века

Существовал и другой подход к решению проблемы — создание многоцилиндровых машин, которые имели при этом более плавный ход и меньше разрушали рельсы. Однако распространения они не получили из-за чрезмерной сложности конструкции. В России недолго использовались американские паровозы формулы 2-3-0 серии В и отечественные У того же типа.
В 1912 году была проведена реформа обозначений паровозов, устранившая разнобой, царивший тогда на разных дорогах, когда одним сериям паровозов присваивались разные обозначения, в зависимости от местных условий (например, занятости буквы паровозами других выпусков).
Во время Гражданской войны производство паровозов в России было практически остановлено, за исключением грузовых паровозов серий Э и Щ.
В середине 1920-х годов было построено несколько десятков паровозов серии ЛП дореволюционной разработки, однако из-за их чрезмерной сложности в серию они запущены не были. После длительных экспериментов и проработки множёства конструкций, за основу нового пассажирского паровоза была взята серия С, а точнее её усовершенствованный вариант СВ, который из-за войны серийно не выпускался. Новый паровоз получил серию СУ и стал самым массовым паровозом в СССР — всего их было выпущено 2 680 шт. с 1925 по 1951 годы.
К 1930-м годам паровозы старых серий всё меньше удовлетворяли потребности страны, поэтому в 1932 году под эгидой ОГПУ были разработаны более мощные паровозы на основе американской серии Тб — грузовой серии ФД («Феликс Дзержинский») и его пассажирская модификация формулы 1-4-2 серии ИС («Иосиф Сталин»). ИС мог тащить поезда весом до 1 000 т, его конструктивная скорость составляла до 115 км/ч. 
Последним серийным пассажирским паровозом был П36, первый экземпляр которого вышел с Коломенского завода в 1950, а последний был торжёственно сдан в эксплуатацию в 1956 году.
В поздние годы были попытки улучшить аэродинамику паровозов, делая им специальную обтекаемую обшивку. Сохранились фотографии и рисунки паровозов серии ИС с такой обшивкой, формой похожие на ракету.
С начала 1950-х годов производство паровозов постепенно сворачивалось, и было полностью прекращено в 1956 году. В настоящее время паровозы ограниченно эксплуатируются в странах третьего мира. В Европе и США — на частных линиях, в России - на государственных, для развлечения туристов.